# Emanuel Hamburski
Emanuel Hamburski (ur. 14 października 1871 w Łodzi, zm. 12 czerwca 1931 tamże) – łódzki drukarz, właściciel drukarni, redaktor gazety, kupiec, działacz społeczny.

## Życiorys
Syn Mojżesza (Hersza Moska) (1840–1888), pośrednika handlowego i Perły z Prusinowskich (1839–1902). Jego bracia: Mendel Hamburski (1864-1941) i Szaja Lajb Hamburski.

## Działalność drukarska
2 grudnia 1894 r. uzyskał koncesję na użytkowanie małej ręcznej prasy drukarskiej. Od 1895 r. czynna była Litografia i Drukarnia Emanuela Hamburskiego przy ul. Nowomiejskiej 3, w 1898 r. zakład był już czynny przy ul. Ogrodowej 3 i miał tendencje rozwojowe. W tej drukarni miał w 1899 r. kilka maszyn: typograficzną małą ręczną – na podstawie zezwolenia z 20 kwietnia 1895, regałową dużą – od 10 lipca 1895, regałową małą – od 19 lipca 1895, typograficzną dużą – od 16 grudnia 1896, litograficzną – od 17 marca 1899 oraz 38 pudów czcionek. Tłoczył druki akcydensowe dla potrzeb łódzkich przedsiębiorców, ale specjalizował się w produkcji zeszytów szkolnych, jego własnością była „pierwsza łódzka fabryka liniowania i produkcji kajetów” przy ul. Ogrodowej 3 i 5 (w 1904 r. wyprodukował ich 5 milionów sztuk). Od 1906 r. wspólnie z bratem Mendlem do upadłości firmy 3 lipca 1931 r. prowadził drukarnię początkowo przy ul. Ogrodowej, później przy ul. Piotrkowskiej 16. W latach 1905–1917 wydał 28 książek i broszur w językach jidysz, polskim i rosyjskim, m.in. Abrahama Tenenbluma Geszichte fun Łodz un łodzer Jidn (1909).

## Pierwsza gazeta żydowska w Łodzi
W 1908 r. wspólnie z Szają Ugerem (1873–1939) i Abramem Tenenbaumem założył pierwszy w Łodzi dziennik żydowski „Łodzier Togblat” („Dziennik Łódzki”) w którym jako wydawca „zdradzał wiele inwencji i zmysłu dziennikarskiego”. Był też redaktorem i autorem artykułów w tej gazecie.

## Inne działania dochodowe
Ponadto w latach 20. XX w. prowadził skład papieru i sprzedaż materiałów piśmiennych.
Wraz z żoną Chawą był właścicielem nieruchomości przy ul. Północnej 55/57.

## Działalność społeczna
Był aktywnym działaczem syjonistycznym.
Pełnił przeróżne funkcje w organizacjach zawodowych i społecznych:
- Prezes Centralnego Stowarzyszenia Kupców i Przemysłowców Województwa Łódzkiego,
- Członek zarządów:
  - Stowarzyszenia Właścicieli Drukarń i Litografii założonego w 1907 r. z siedzibą przy ul. Przejazd 8[8][9],
  - Rady Czwartego Łódzkiego Towarzystwa Wzajemnego Kredytu[10][11],
- Prezes Łódzkiego Żydowskiego Towarzystwa „Chesed-Szel-Emes” (Ostatnia Posługa),
- Wiceprezes zarządu „Linas Hacedek” (z hebr. Uczciwy Nocleg),
- członek zarządu (kasjer) Łódzkiego Żydowskiego Towarzystwa Muzycznego i Literackiego „Hazomir” („Słowik”) z siedzibą przy ul. Spacerowej (obecnie al. T. Kościuszki) 21[12][13].

Pochowany na cmentarzu żydowskim „nowym” przy ul. Brackiej w Łodzi (str. L, kw. A, nr grobu 203).

## Życie prywatne
Żonaty z Chaną Ruchlą z Benderów ur. 24 marca 1872 r. w Łodzi. Mieli dzieci: Ewa, Mendel i Feliks (Hersz Fiszel).